# 若森数字
北京若森数字科技股份有限公司，简称若森数字，是一家成立于2003年的互联网娱乐企业。若森以原创动画IP为核心，业务范围包括3D动画、游戏、真人剧、舞台剧、大电影、小说等产品。代表作品有武侠动画《侠岚》及《画江湖》系列和动画电影《风语咒》。

## 动漫作品

### 侠岚
- 《侠岚》

### 画江湖系列
- 《画江湖之不良人》
- 《画江湖之灵主》
- 《画江湖之杯莫停》
- 《画江湖之换世门生》
- 《画江湖之侠岚》
- 《画江湖之軌夜行》

### 大电影
- 《风语咒》